# Csepleszmeggy
A csepleszmeggy (Prunus fruticosa) a rózsafélék családjába tartozó, főleg kelet-európai elterjedésű, sztyeppeken, déli fekvésű domboldalakon előforduló cserje.

## Megjelenése

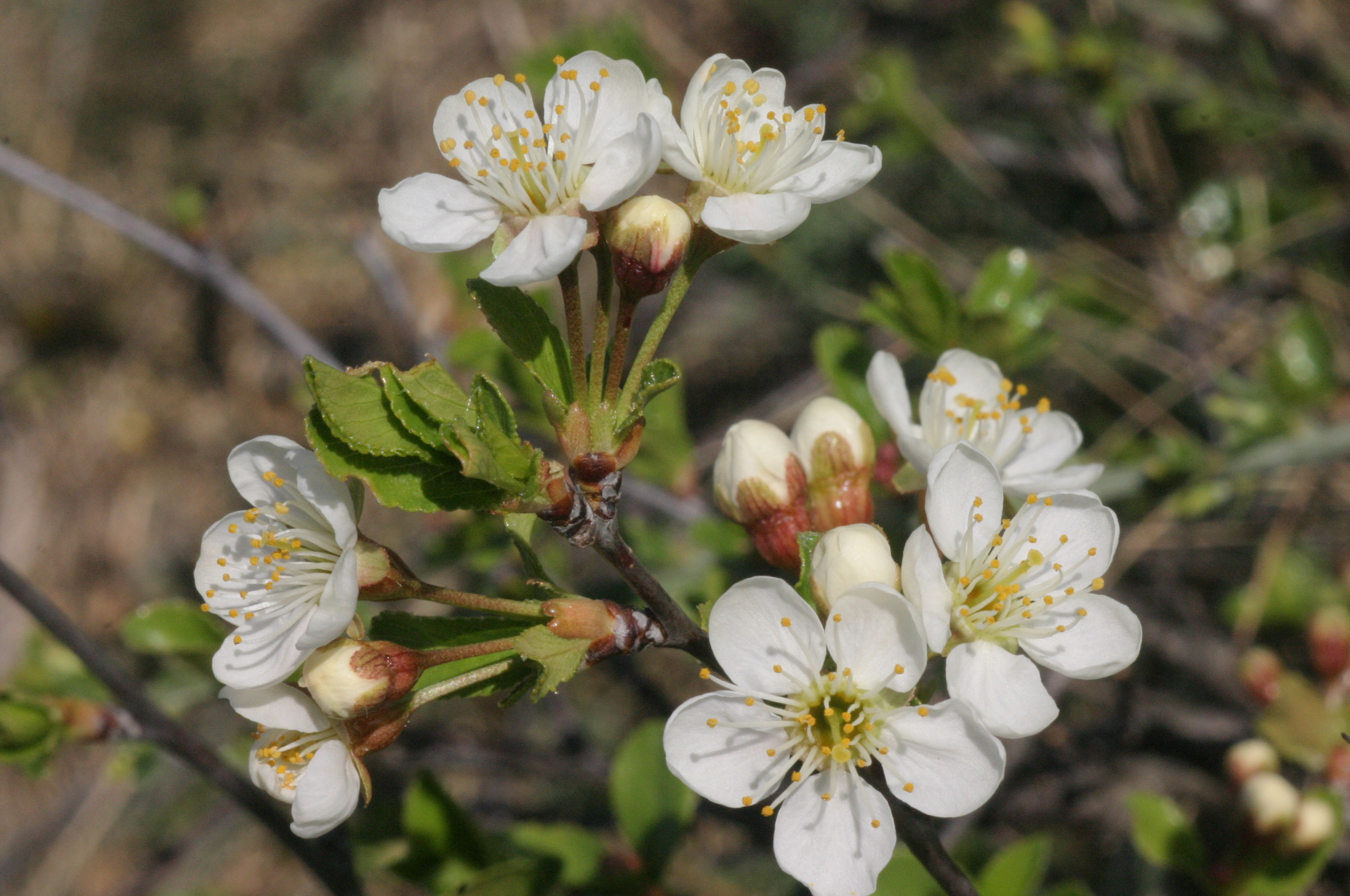
Virága

A csepleszmeggy 0,3-1,5 m magas, terpeszkedő koronájú, lombhullató cserje. Törzse és vastagabb ágai többnyire elfekvőek, vékonyabb ágai, hajtásai felállóak. Kérge szürkés- vagy világosbarna, sima, elszórtan paraszemölcsös. Vesszői vékonyak, fényes vörösesbarnák, napsütötte oldalukon szürkésen foltosak lehetnek. Szórt állású levelei fordított tojásdadok vagy oválisak, 4–5 cm hosszúak, 1,5-2,5 cm szélesek. Válluk lekerekített vagy ék alakú, szélük finoman fűrészes, csúcsuk kihegyesedő. A levéllemez vastag, kissé bőrszerű, felső felülete fényes sötétzöld, fonáka világoszöld. A levélnyél 3–10 mm-es, mirigyszemölcsök nincsenek rajta. Ősszel sárgásvörösre vagy aranysárgára színeződik.
Április-májusban virít. A porzót és termőt egyaránt tartalmazó virágok rövidhajtások csúcsán nyílnak 2-4-es csoportokban. A csésze- és sziromlevelek száma 5-5. A szirmok fehérek, 5–6 mm hosszúak, fordított tojásdadok, csúcsukon kicsípettek. Sárga portokos porzóinak száma meghaladja a 20-at.
Termése 6-8 (-9) mm átmérőjű csonthéjas termés. Felülete fényes, színe élénk meggypiros, majd feketedő; húsa leves, nagyon savanyú. A mag (csontár) 4–6 mm-es, oldalt kissé összenyomott, csúcs kicsit kihegyesedő. Ehető, de csak teljesen éretten élvezhető.

## Elterjedése
Európai és nyugat-ázsiai faj, amely nyugaton a Keleti-Alpokig és Németországig, északon az 57. szélességi fokig, keleten Nyugat-Szibériáig, délen a Balkánig és a Kaukázusig terjed. Elterjedésének súlypontja a kelet-európai és nyugat-ázsiai erdőssztyepp zónája. Magyarországon inkább az Északi-középhegységben, a Pilisben és a Vértesben gyakori; szórványosan megtalálható a Dunántúli-középhegység többi részén, a Dél-Dunántúlon és a Fertő tó környékén. Korábban az Alföldön jelentős állományai voltak, de a mezőgazdasági művelés előretörésével nagyrészt eltűnt.

## Életmódja
A csepleszmeggy kontinentális éghajlatigényű sztyeppi cserje. A nyílt, napsütötte, déli kitettségű, száraz élőhelyeket kedveli, nálunk a dombságok, középhegységek déli lejtőin találjuk meg. A bázikus kémhatású (lösz, mészkő, dolomit, bazalt alapú), laza talajt részesíti előnyben. Többnyire sekély talajt jelez, mert a mélyebb talajokról az árnyékoló fák kiszorítják. Száraz gyepeken a törpemandulával együtt sztyeppcserjés állományokat alkothat.
Április-májusban virágzik, a lombfakadással egy időben. A beporzást rovarok végzik. A termések június közepe-július közepe között lesznek érettek. Magvait elsősorban a madarak terjesztik. Gyökérsarjairól vegetatívan is jól szaporodik, egész sarjtelepeket hozhat létre. Hibridizálódhat a termesztett meggyfajtákkal, a cigánymeggyel (P. x eminens), a cseresznyével (P. x mohacsyana) vagy a sajmeggyel (P. x javorkae).
Magyarországon nem védett.

## Taxonómiája
A csepleszmeggyet Peter Simon von Pallas írta le először 1784-ben Flora rossica c. művében. Tudományos fajneve a latin fruticosus=cserjés, bokros szóból származik, a magyar cseplesz ebben a vonatkozásban alacsonyt, kisnövésűt jelent. Egyes szerzők a Prunus nemzetség helyett a Cerasus nemzetségbe sorolják. Jelentősebb szinonimái: Prunus chamaecerasus, Prunus cerasus var. pumila, Prunus pumila, Cerasus fruticosa, Cerasus humilis.      

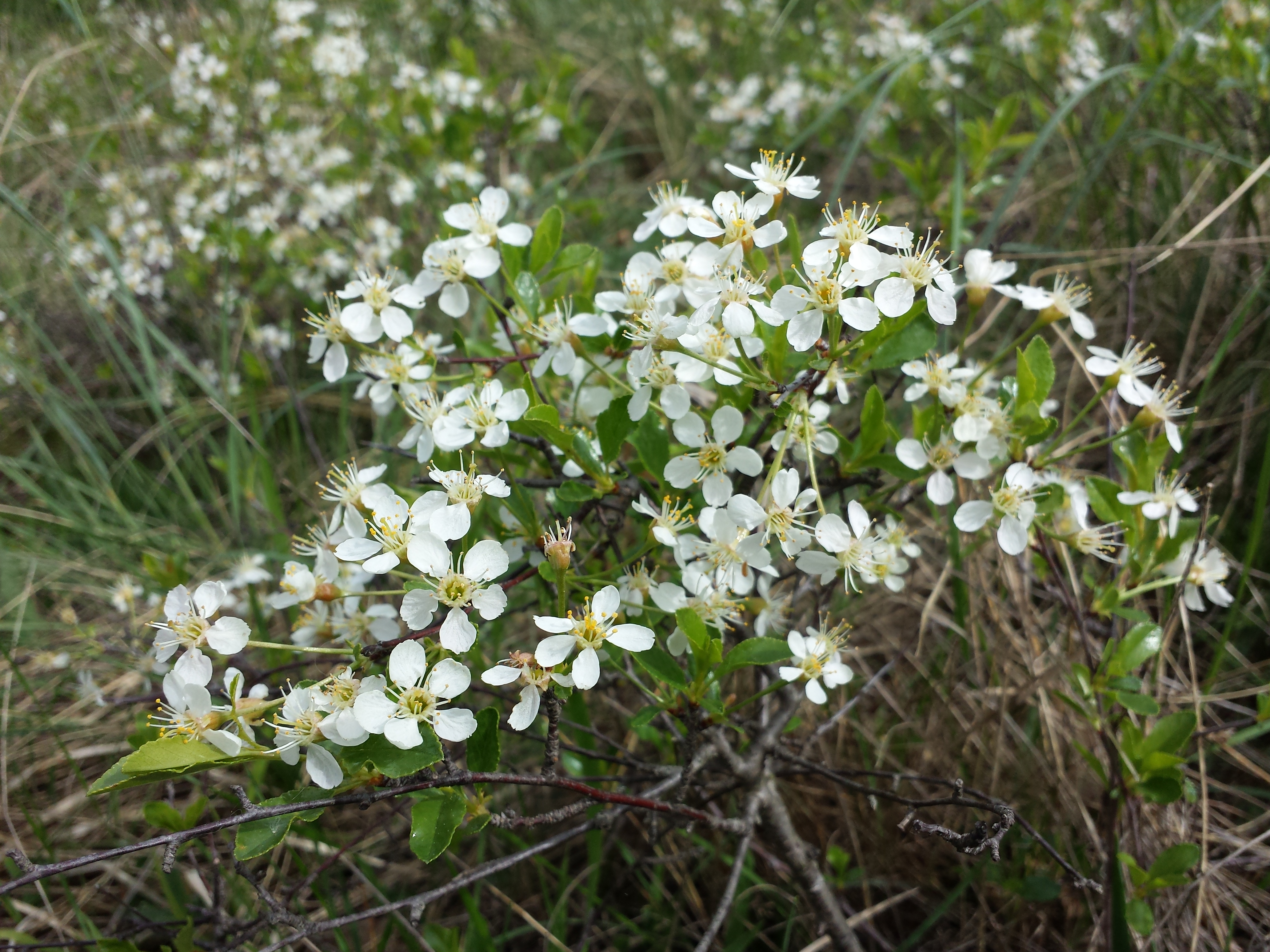
Virágzó bokor
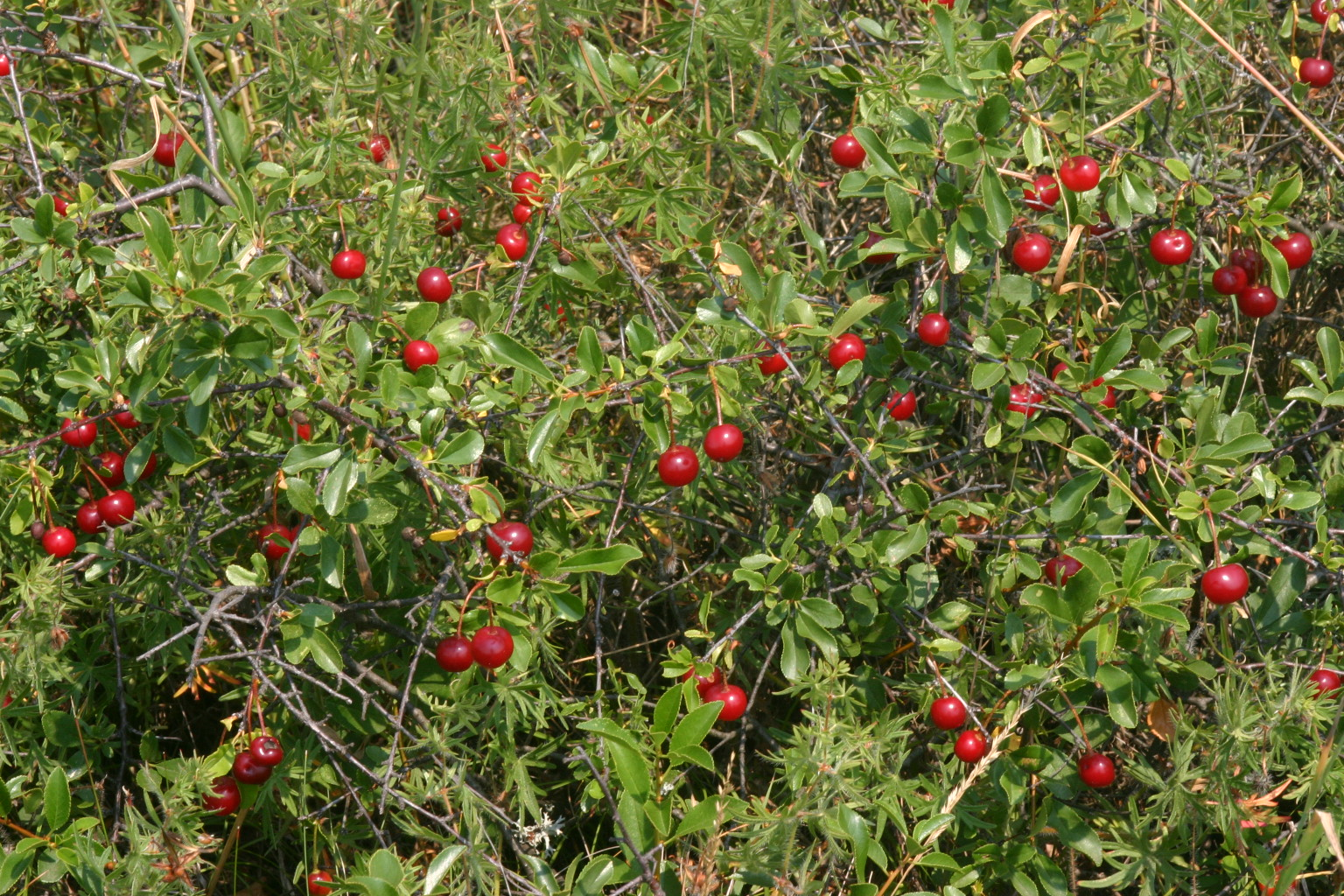
Bokor érett termésekkel
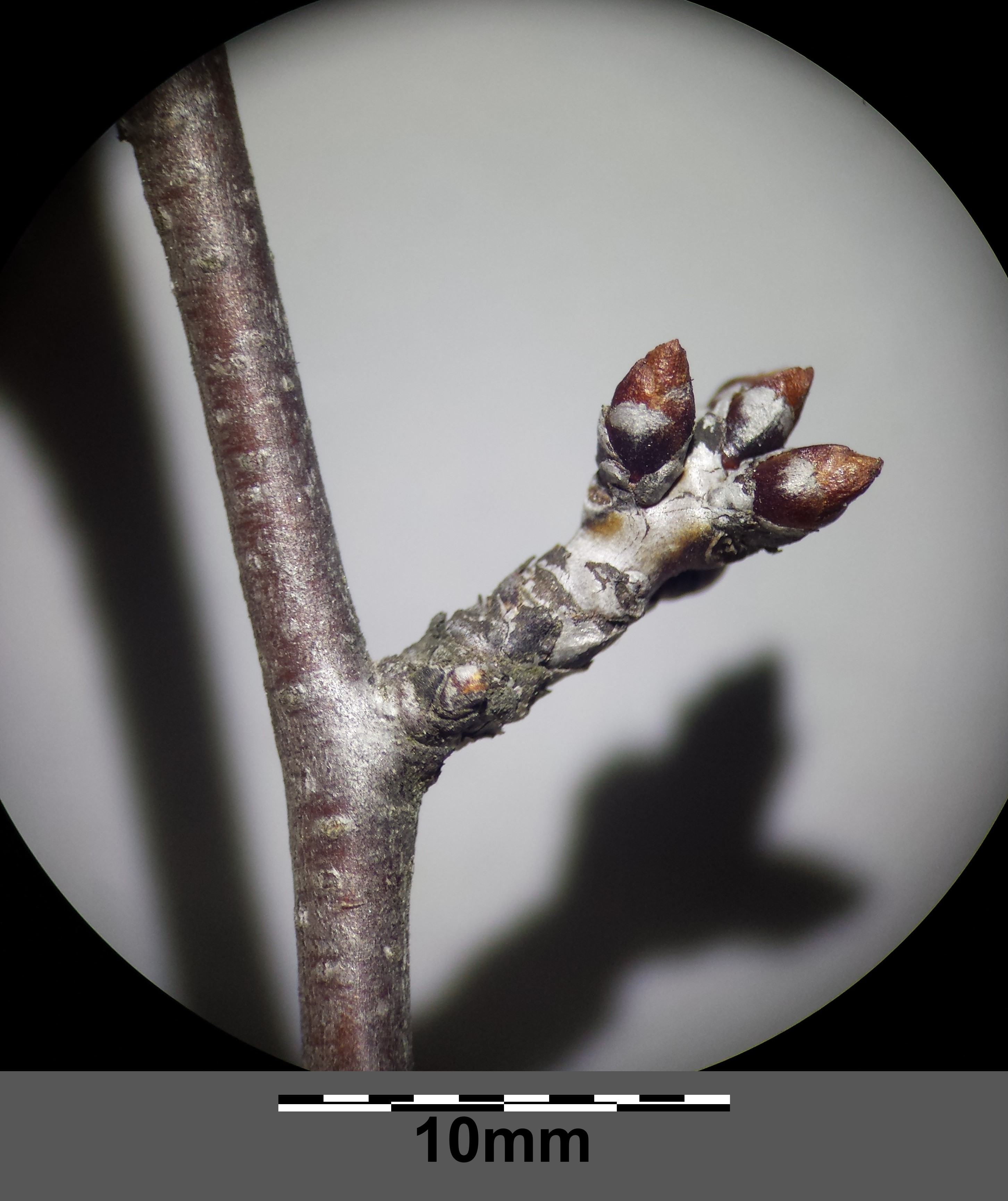
Rügyező hajtása
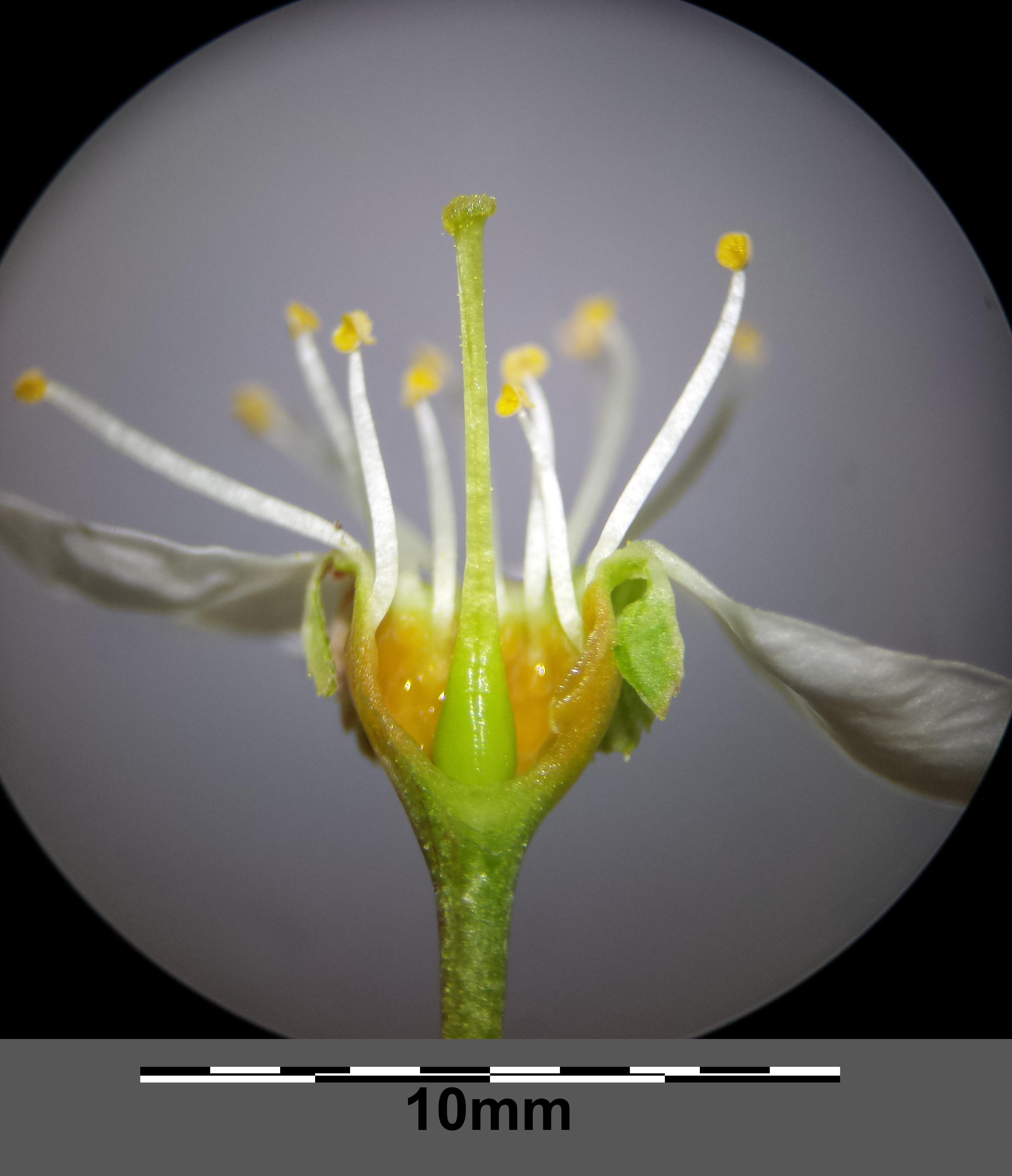
Virágának metszete
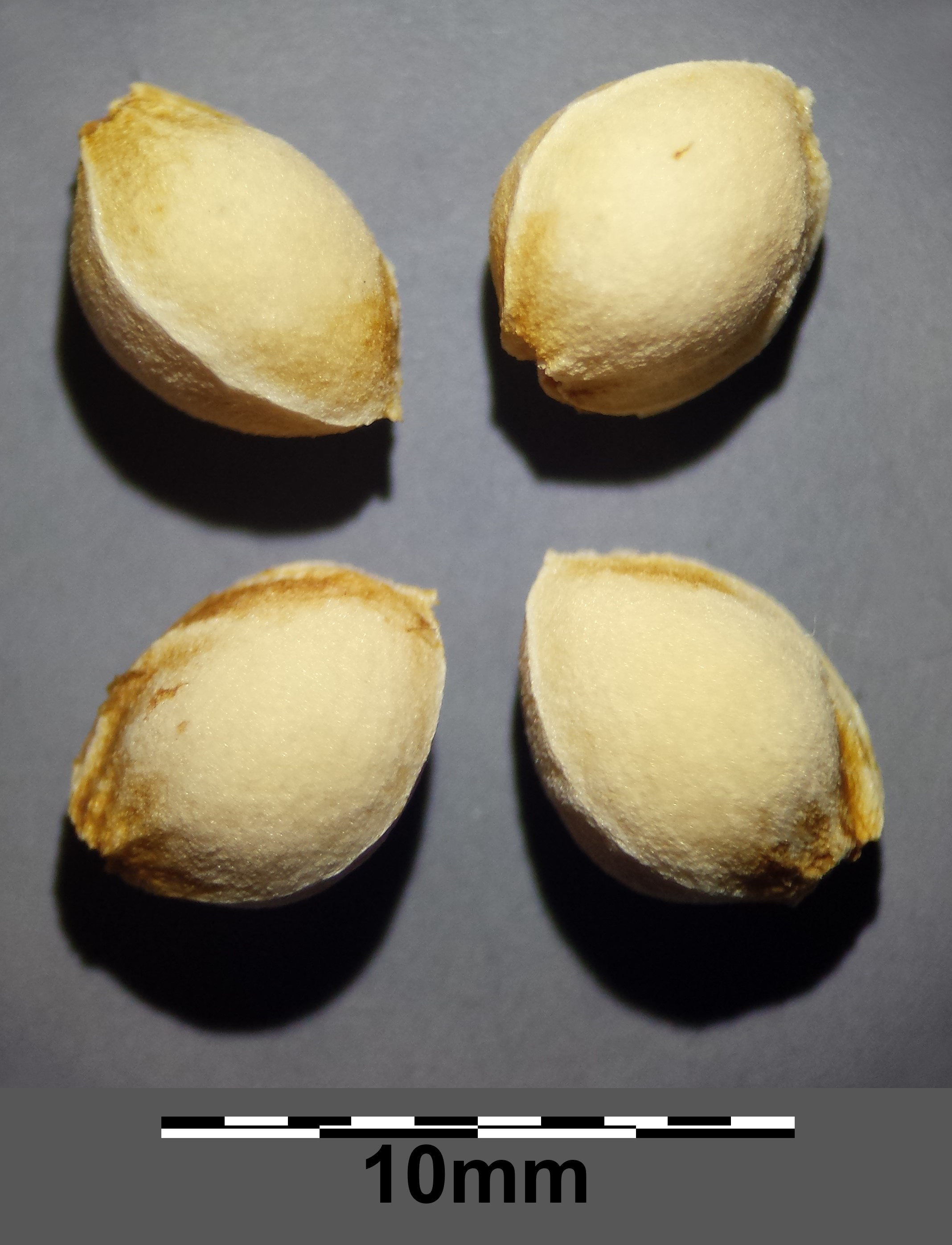
Magvai